# Elly Jackson
Elly Jackson, all'anagrafe Eleanor Kate Jackson (Londra, 12 marzo 1988), è una cantante britannica, membro del gruppo elettropop La Roux. Elly è celebre per i suoi capelli rossi e per il suo stile androgino.

## Biografia
Elly Jackson nasce a Londra il 12 marzo 1988. È figlia di Trudie Goodwin (divenuta celebre interpretando il ruolo di June Ackland nella serie televisiva britannica di genere poliziesco Metropolitan Police) e Kit Jackson, entrambi attori, e ha una sorella di nome Jessica. È altresì nipote di Anthony Bernard, fondatore della London Chamber Orchestra nel 1921 e primo direttore musicale del Royal Shakespeare Theatre di Stratford-upon-Avon.
Il primo interesse musicale di Elly Jackson è verso la musica folk. Si dimostra particolarmente interessata a Carole King e Nick Drake, che scopre nella collezione di dischi dei suoi genitori. Il primo materiale musicale di Elly consiste in un libretto di canzoncine di Joni Mitchell. Durante l'adolescenza Elly cambia radicalmente i suoi gusti musicali orientandosi verso la scena rave. Tra gli artisti che la influenzano ci sono Gerry Rafferty, David Bowie, Madonna, Prince e The Knife.
Elly Jackson non ama ciò che percepisce come una tendenza di moda "normale" tra la maggioranza degli artisti musicali odierni. Il suo abbigliamento e la sua capigliatura le conferiscono uno stile androgino, che è stato paragonato a quello di gruppi degli anni ottanta come A Flock of Seagulls, e che viene imitato. La Jackson si oppone strenuamente agli stilisti che ne vogliono cambiare lo stile in favore di un look classicamente femminile. Elly Jackson inoltre non pensa che i social network possano contribuire alle carriere dei musicisti a lungo andare, perché li rende troppo accessibili a scapito del mistero e del fascino.
Nel 2008 Elly Jackson forma, assieme a Ben Langmaid, il gruppo dei La Roux, che produce musica synthpop in stile anni ottanta. Il loro singolo di debutto, Quicksand, viene distribuito il 15 dicembre 2008. Il loro secondo singolo, In for the Kill, che viene distribuito il 16 marzo 2009, raggiunge il secondo posto nella Official Singles Chart. Il loro terzo singolo Bulletproof, viene distribuito il 21 giugno 2009, raggiungendo il primo posto nella classifica inglese. Queste canzoni fanno tutte parte dell'album di debutto dei La Roux: La Roux.

## Discografia parziale

### Con La Roux

#### Album studio
- 2009 - La Roux
- 2014 - Trouble in Paradise
- 2020 - Supervision

#### Mixtape
- 2010 - Lazerproof (con Major Lazer)

#### Raccolte
- 2010 - Sidetracked

#### EP
- 2009 - The Gold
- 2009 - iTunes Live: London Festival '09

#### Singoli
- 2008 - Quicksand
- 2009 - In for the Kill
- 2009 - Bulletproof
- 2009 - I'm Not Your Toy
- 2014 - Let Me Down Gently

### Solista

#### Collaborazioni
- 2010 - Kanye West My Beautiful Dark Twisted Fantasy, nei brani All Of The Lights, Lost In The World e Who Will Survive In America
- 2011 - Jay-Z & Kanye West Watch The Throne, nel brano That's My Bitch
- 2011 - Chromeo Hot Mess
- 2015 - New Order Music Complete, nel brano Tutti Frutti (come La Roux)
- 2019 - Tyler, the Creator Igor, nel brano Gone, Gone / Thank You